# Moulin Rouge (kabaret w Poznaniu)
Moulin Rouge – poznański kabaret działający do 1991 roku przy ulicy Kantaka 8/9. Nazywany potocznie "Mulinką". Znakiem rozpoznawczym lokalu był czerwony neon w kształcie młyna (skrzydła migały na zmianę dając wrażenie ruchu) i neonowy biały napis "Moulin Rouge". Neony stworzył polski grafik, Zbigniew Kaja.

## Dwudziestolecie międzywojenne
Kabaret działał przynajmniej od 1923 roku i wśród rozrywek oferował występy śpiewaków.
Był lokalem klasy średniej - pojawiali się tam oficerowie i studenci. Wejścia do kabaretu pilnował dobrze zbudowany portier, ubrany w seledynowy uniform ze złotymi galonami i czapkę-pieroga z pióropuszem. Miał za zadanie zarówno zwiększać prestiż jak i odstraszać awanturników.
W 1927 roku lokal przeszedł gruntowny remont, a jego kierownikiem był niejaki Pan Marczyński. Kabaret poza częścią artystyczną oferował też szeroki wybór win i likierów.
Na początku 1930 roku kabaret znajdujący się do tej pory na pierwszym piętrze kamienicy, przejął parter należący wcześniej do kawiarni "Nowy Świat" i do swojej oferty włączył restaurację, winiarnię i dancing. 1 lutego na piętrze, w kabarecie wybuchł pożar w jednej z tzw. separatek, gdzie można było wykupić prywatny pokaz tancerki. Ta usługa prawdopodobnie spowodowała, że do kabaretu przylgnęła łatka frywolnego. Zostawiony w nocy niedopałek papierosa spowodował, że rano płomienie zaczęły rozchodzić się po kolejnych meblach, a do południa pożar objął całe pierwsze piętro. Straż pożarna gasiła płomienie około godzinę. Straty wyceniono na około 200 tysięcy złotych.
W październiku 1930 roku "Moulin Rouge" reklamowało się w gazecie "Kupiec" kryształowym, podświetlonym parkietem, a w niemieckojęzycznym "Posener Tageblatt" z lutego '33 pokazem węgierskich akrobatów. 

## Po II wojnie światowej
Kabaret zaczął działać krótko po zakończeniu wojny w dotychczasowej lokalizacji, jako pierwszy nocny lokal w Poznaniu. W grudniu 1945 roku w Moulin Rouge zapraszało na występy śpiewaczki, Marii Laskowskiej. 
W przeciwieństwie do dwudziestolecia międzywojennego, teraz lokal był miejscem spotkać "wyższych sfer", a dancingi okazały się najpopularniejsze w mieście.
Renoma zaczęła z biegiem lat upadać, lokal dobił w 1990 r. odgórny nakaz zamknięcia do godziny 22 spowodowany wieloletnimi skargami mieszkańców ulicy Kantaka. W 1991 roku lokal zakończył działalność.